# Bisbat de Cavaillon

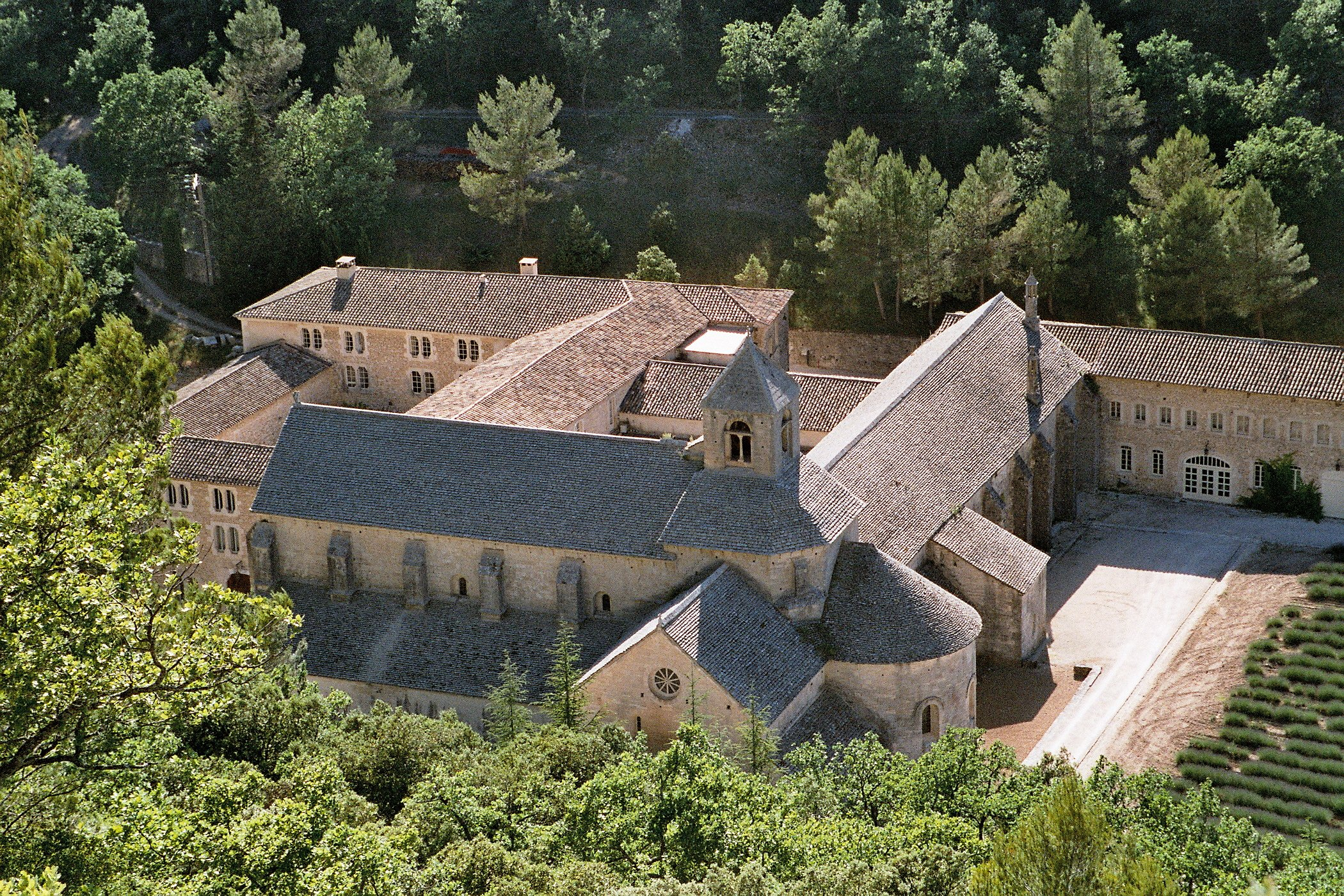
L'abadia de Sénanque, fundada a meitat del.

El bisbat de Cavaillon (francès: Diòcese de Cavaillon, llatí: Dioecesis Cavallicensis) és una seu suprimida de l'Església Catòlica a França. Des del 2009 és una seu episcopal titular.

## Territori
La diòcesi era molt petita; al segle xviii, la diòcesi incloïa 17 localitats: Cabrières, Caumont, Cavalhon, Châteauneuf, Gordes, Goult, L'Isle, Lagnes, Maubec, Ménerbes, Mérindol, Oppède, Robion, Saumane, Taillades, Le Thor i Vaucluse. D'aquests, 13 es trobaven al comtat Venaissí i 4 a Provença.
La seu episcopal era la ciutat de Cavaillon, a l'actual departament de Vaucluse, on l'església de Nostra Senyora i Sant Berà servia com a catedral.

## Història
La civitas Cabellicorum era una de les antigues tribus de la Gàl·lia que, en l'època romana, a partir del segle v es va convertir en part de la Gàl·lia Viennense segona, que tenien la seva capital Arlès.
La diòcesi es va construir al voltant de l'any 400. Segons la tradició, el fundador de la diòcesi era sant Genial. El primer bisbe documentat és Asclepi, que va participar en el concili de Riez el 439.
Des de mitjans del segle v, Cavaillon es va convertir en sufragània de l'arxidiòcesi d'Arlès. Va romandre vinculat a la metròpoli arlesiana fins a desembre de 1475, quan va passar a formar part de la província eclesiàstica de la nova arxidiòcesi d'Avinyó.
Entre els segles XII i xiii es va construir la catedral, consagrada pel papa Innocenci IV en 1251. El seu capítol estava format per un provost, un ardiaca i dotze canonges. La diòcesi incloïa dues altres col·legiates: la d'Isle-sur-la-Sorgue, fundada l'any 1212 pel bisbe Bertrand de Durfort; i la d'Oppède, fundada pel baró Jean de Meynier. Entre les cases religioses, la més important era l'abadia cisterciense de Sénanque.
Va ser suprimida després del concordat amb la butlla Qui Christi Domini del Papa Pius VII el 29 de novembre de 1801, i el seu territori va ser incorporat en el de la diòcesi d'Avinyó.
El 6 d'agost de 1877 es va concedir el títol de bisbes de Cavaillon als arquebisbes d'Avinyó fins al 2009 .
Des del 9 de febrer de 2009 Cavaillon és seu episcopal titular; el titular actual és Krzysztof Zadarko, bisbe auxiliar de Koszalin-Kołobrzeg.

## Cronologia episcopal
- San Geniale †[1]
- Asclepio † (abans de 439 - després de 451)[2]
- Porciano ? †[3]
- Filagrio † (abans de 517 - després de 533)
- Pretestato † (abans de 549 - després de 554)
- San Verà † (abans de 585 - després de 589)
- Lupo † (citat el 788)
- Ildeboldo ? † (citat el 875)[4]
- Reginardo † (abans de 906 - després de 916)
- Eriberto † (citat el 951)
- Desiderio † (citat el 972 aproximadament)
- Valcaudo † (abans de 976 - després de 979)
- Teodorico † (citat el 982)
- Ingilramno † (abans de 991 - vers 1014 nomenat arquebisbe d'Ais)
- Pierre I † (citat el 1032 aproximadament)
- Clément † (abans de 1040 - després de 1055 o 1056)
- Raoul † (abans de 1070 - després de 1075)
- Didier † (1082 - 1095 mort)
- Jean † (citat el 1103)
- Alfant † (abans de 1148 - després de 1154)
- Benoît † (abans de 1156 - després de juliol de 1178)
- Pons † (citat el març de 1179)
- Bermond † (abans de 1184 - després de desembre de 1202)
- Bertrand I de Durfort † (abans de desembre de 1205[5] - després de 1222)
- Rostaing Belinger † (abans de 20 d'octubre de 1224[6] - 28 de maig de[7] 1261 mort)
- Giraud † (abans de 21 d'agost de 1261[8] - després de 5 de març de 1278[9] mort)
- André I † (citat el 1278)[10]
- Bertrand II † (abans de 1282 - després de 1301)
- Pons Auger de Laneis † (abans de 1311 - després de 1317 mort)
- Geoffroi Isnard † (19 d'abril de 1322 - 17 d'agost de 1334 nomenat bisbe de Riez)
- Philippe de Cabassolle † (17 d'agost de 1334 - 18 d'agost de 1361 nomenat patriarca de Jerusalem)
  - Philippe de Cabassolle † (18 d'agost de 1361 - 23 de setembre de 1366 nomenat administrador apostòlic de Marsella) (administrador apostòlic)
- François de Cardaillac, O.F.M. † (23 de setembre de 1366 - 11 d'octubre de 1388 nomenat bisbe de Cahors)
- Hugues de Magialla † (15 d'octubre de 1388 - 1392 mort)
  - André II † (16 de desembre de 1392 - vers 1403 mort) (administrador apostòlic)
- Pierre II † (vers 1405)
- Guillaume I, O.P. † (26 de juliol de 1406 - 1408 deposat)
- Nicolas de Johannaccio † (9 d'agost de 1409 - 1421 mort)
- Guillaume de Goyon † (27 de març de 1422 - 28 de juny de 1424 nomenat bisbe de Luçon)
- Bernard Carbonet de Riez, O.F.M. † (28 de juliol de 1424 - 24 d'octubre de 1427 nomenat bisbe de Montauban)
- Ferrier Galbert † (24 d'octubre de 1427 - vers 1432 mort)
- Jean de La Roche, O.F.M. † (19 de setembre de 1433 - 1436 mort)
- Bartolomeo † (15 de setembre de 1434 - 25 de setembre de 1439 nomenat bisbe de Capaccio)
- Pierre Porcher † (25 de setembre de 1439 - 28 de gener de 1447 mort)
- Palamide del Carretto † (22 de febrer de 1447 - 1467 mort)
- Toussaint de Villeneuve, O.Carm. † (9 de febrer de 1467 - vers 1496 mort)
- Louis Passert † (15 de juliol de 1496 - vers 1501 mort)
- Bernardino Gambería (de Benasque) † (28 d'abril de 1501 - 1507 mort)
- Giovanni Battista Pallavicini † (22 de novembre de 1507 - 13 d'agost de 1524 mort)
- Mario Maffei † (9 de setembre de 1524 - 24 de juny de 1537 mort)
  - Girolamo Ghinucci † (6 de juliol de 1537 - 16 de juliol de 1540 renuncià) (administrador apostòlic)
  - Alessandro Farnese el Jove † (16 de juliol de 1540 - 20 de juliol de 1541 renuncià) (administrador apostòlic)
- Pietro Ghinucci † (20 de juliol de 1541 - 1568 renuncià)
- Cristoforo Scotti † (26 d'agost de 1569 - 28 de febrer de 1584 mort)
- Domenico Grimaldi † (14 de març de 1584 - 8 de juny de 1584 nomenat arquebisbe d'Avinyó)
- Pompeo Rocchi † (7 de febrer de 1586 - 1591 mort)
- Giovanni Francesco Bordini, C.O. † (27 de febrer de 1592 - 1597 nomenat arquebisbe d'Avinyó)
- Girolamo Centelles † (1597 - 1608 mort)
- Ottavio Mancini † (24 de gener de 1611 - 1616 renuncià)
- Fabrice de La Bourdaisière † (29 de gener de 1624 - 13 de gener de 1646 mort)
- Louis de Fortia † (10 de setembre de 1646 - 26 de juliol de 1656 nomenat bisbe coadjutor de Carpentras)
- François Hallier † (12 de març de 1657 - 23 de juliol de 1659 mort)
- Richard de Sade † (16 de febrer de 1660 - 27 de juny de 1663 mort)
- Jean-Baptiste de Sade † (1 de març de 1666 - 19 de desembre de 1707 mort)
- Joseph de Guyon de Crochans † (9 de setembre de 1709 - 30 de juliol de 1742 nomenat arquebisbe d'Avinyó)
- Francesco Maria Manzi † (30 de juliol de 1742 - 28 de març de 1757 nomenat arquebisbe d'Avinyó)
- Pierre-Joseph Artaud † (28 de març de 1757 - 5 de setembre de 1760 mort)
- Joseph-Crispin des Achards de La Baume † (16 de febrer de 1761 - 16 de febrer de 1793 mort)
  - Sede vacante (1793-1801)
  - Seu suprimida

## Cronologia de bisbes titulars
- Krzysztof Zadarko, des del 16 de febrer de 2009

## Nota
1. ↑  Segons la tradició, és el fundador de la diòcesi. Un bisbe de nom Geniale, sense indicació de la seu, prengué part al concili de Nimes el 396 (Duchesne).
2. ↑  Ignorat a Gallia christiana, que al seu lloc insereix a Giulio (o Giuliano), que, segons Duchesne, fou en realitat bisbe d'Apt.
3. ↑  Mencionat a Gallia christiana, però sense indicacions o referències precises.
4. ↑  Ildeboldo signà, com a episcopus Cabilonensis, al privilegi de Tournus del 875. Entre els signataris existeix un altre bisbe Cabilonensis, Gerbaldo, que signà com a primer. Gallia christiana en dedueix que la segona signatura, la d'Ildeboldo, reporta un error per Cabellicensis, o sigui Cavaillon. Duchesne en canvi manté que, en estar la signatura d'Ildeboldo è de segona mà, aquest podria ser un successor de Gerbaldo a la seu de Chalon.
5. ↑  Labande, p. 86.
6. ↑  Gallia christiana inserisce, abans Rostaing, un vescovo de nome Geoffroi, citat el 1232; Labande dimostra (pp. 95 e seguenti) che questo vescovo non è mai esistito e che Rostaing Belinger succedette direttamente a Bertrand de Durfort.
7. ↑  Labande, p. 328.
8. ↑  Labande, p. 576.
9. ↑  Labande, p. 742.
10. ↑  Secondo Labande, questo vescovo è ipotetico e dovrebbe forse essere eliminato dalla cronotassi de Cavaillon.